# Jeff Bhasker
Jeff Bhasker é um produtor musical, compositor, tecladista, vocalista e multi-instrumentista norte-americano.